# Gunners FC
Gunners Football Club w skrócie Gunners FC – zimbabwejski klub piłkarski grający w drugiej, a niegdyś w zimbabwejskiej pierwszej lidze, mający siedzibę w mieście Harare.

## Sukcesy
- I liga[1]:
  - zwycięstwo (1): 2009.

## Występy w afrykańskich pucharach
| Sezon | Rozgrywki     | Runda   | Kraj  | Klub         | Dom | Wyjazd | Dwumecz |
| ----- | ------------- | ------- | ----- | ------------ | --- | ------ | ------- |
| 2010  | Liga Mistrzów | wstępna |       | Mafunzo FC   | 4–0 | 2–1    | 4–1     |
| 2010  | Liga Mistrzów | 1       | Egipt | Al-Ahly Kair | 1–0 | 0–2    | 1–2     |

## Stadion
Domowe mecze klub rozgrywa na stadionie o nazwie Dzivaresekwa Stadium w Harare. Stadion może pomieścić 5000 widzów

## Reprezentanci kraju grający w klubie
Stan na lipiec 2023.
| - Qadr Amini - Phineas Bamusi - Arnold Chaka - George Chigova - Pardon Chinungwa - Heavens Chinyama - Moses Demera - Tafadzwa Dube - Leonard Fiyado - Carrington Gomba - Zhaimu Jambo - Justice Jangano - Willard Katsande - Mitchell Katsvairo - Joël Lupahla - Byron Madzokere - Tongai Mangwendere - Norman Maroto | - Edmore Mashiri - Elvis Meleka - Moses Muchenje - Nyasha Mukumbi - Gift Muzadzi - Bekithemba Ndlovu - Rowan Nenzou - Asani Nhongo - Carlington Nyadombo - Washington Pakamisa - Ashley Rambanapasi - Ali Sadiki - Cliff Sekete - Edmore Sibanda - Leonard Tsipa - Daniel Vheremu - Ramson Zhuwawo - Hardlife Zvirekwi |